# سیارک ۳۹۸۶۴
سیارک ۳۹۸۶۴ (به انگلیسی: 39864 Poggiali، نامگذاری:1998DH20) سی و نه هزار و هشتصد و شصت و چهارمین سیارک کشف شده‌است که در ۲۶ فوریه ۱۹۹۸ کشف شد.